# 손준성
손준성(孫準晟, 1974년 3월 21일 ~ )은 대한민국의 법조인이다. 본관은 밀양(密陽)으로, 법조인 손병관(孫炳官)의 아들이다.

## 학력
- 경북고등학교 졸업
- 서울대학교 법학 학사
- 서울대학교 대학원 법학 석사
- 조지 워싱턴 대학교 로스쿨 법학 석사

## 생애
1974년 3월 21일 법조인인 손병관의 아들로 태어났다. 
대검찰청 정책기획과장, 서울중앙지방검찰청 형사7부 부장검사, 광주지방검찰청 형사2부 부장검사, 춘천지방검찰청 원주지청장 등의 직위를 지냈다. 
2020년 총선에 범여권 측 주요 인물들에 대한 형사 고발장을 미래통합당 후보에게 전달한 혐의로 탄핵소추되었으나 검찰에서 기각했다. 서울고등검찰청 송무부장 직위로 재임했으며, 대구고등검찰청 차장검사 검사장의 자리에 올랐다. 

## 경력
- 제39회 사법시험 합격
- 제29기 사법연수원 수료
- 대검찰청 정책기획과장
- 서울중앙지방검찰청 형사7부 부장검사
- 광주지방검찰청 형사2부 부장검사
- 춘천지방검찰청 원주지청장
- 대검찰청 수사정보정책관
- 대검찰청 수사정보담당관
- 대구고등검찰청 인권보호관
- 서울고등검찰청 송무부장
- 대구고등검찰청 차장검사